# (11519) Adler
(11519) Adler ist ein Asteroid des Hauptgürtels, der am 8. April 1991 vom belgischen Astronomen Eric Walter Elst am La-Silla-Observatorium (IAU-Code 809) der Europäischen Südsternwarte in Chile entdeckt wurde.
Der Asteroid ist Mitglied der Massalia-Familie, einer Gruppe von Asteroiden mit geringer Bahnneigung, benannt nach ihrem größten Mitglied (20) Massalia.
(11519) Adler wurde nach dem österreichischen Arzt und Psychotherapeuten Alfred Adler (1870–1937) benannt, dem Begründer der Individualpsychologie.